# Bảo tàng ở Ostróda
Bảo tàng ở Ostróda (tiếng Ba Lan: Muzeum w Ostródzie) là một bảo tàng nằm bên trong khuôn viên của Lâu đài Ostróda, tọa lạc tại số 22 Phố Mickiewicza, Ostróda, Ba Lan.

## Lược sử hình thành
Năm 1997, Hiệp hội Bảo tàng Khu vực ở Ostróda được thành lập. Hai năm sau, Cơ quan Bảo vệ Hàng hóa Văn hóa - Phòng Bảo tàng ra đời và hoạt động đến năm 2000. Bảo tàng ở Ostróda được thành lập theo nghị quyết của Hội đồng thành phố vào ngày 20 tháng 9 năm 2000.

## Triển lãm
Bộ sưu tập của Bảo tàng ở Ostróda hiện đang bao gồm các triển lãm về lịch sử của Ostróda và khu vực xung quanh từ thời tiền sử đến thời hiện đại. Phần lớn các hiện vật và kỷ vật của cuộc triển lãm đến từ các công trình khai quật được thực hiện trong quá trình tái thiết Lâu đài Ostróda trong thập niên 1970. Bảo tàng cũng giới thiệu hai mô hình của Ostróda nhằm cho thấy diện mạo của thành phố vào thế kỷ 16 và đầu thế kỷ 20.

## Giờ mở cửa
Bảo tàng ở Ostróda hoạt động quanh năm, mở cửa vào các ngày trong tuần, riêng trong tháng 7 và tháng 8 thì Bảo tàng mở cửa cả các ngày cuối tuần. Khách tham quan phải trả phí vào cửa.